# Radar điều khiển hỏa lực

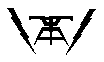
United States Navy Fire Controlman (FC), USN rating badge

Radar kiểm soát hỏa lực (FCR) là một radar được thiết kế đặc biệt để cung cấp thông tin (chủ yếu nhắm mục tiêu góc phương vị, độ cao, phạm vi và rate phạm vi) vào hệ thống điều khiển hỏa lực để chỉ đạo vũ khí để đánh trúng mục tiêu. Đôi khi chúng được gọi là radar nhắm mục tiêu, hoặc ở Anh, radar đặt súng. Nếu radar được sử dụng để dẫn đường tên lửa, nó thường được gọi là đèn chiếu sáng hoặc radar chiếu sáng.
Một radar kiểm soát hỏa lực điển hình phát ra một chùm sóng vô tuyến hẹp, cường độ cao để đảm bảo thông tin theo dõi chính xác và để giảm thiểu nguy cơ mất đi mục tiêu. Điều này làm cho chúng ít phù hợp hơn để phát hiện mục tiêu ban đầu, và FCR thường được kết hợp với một radar tìm kiếm tầm trung để hoàn thành vai trò này. Trong thuật ngữ Anh, những hệ thống tầm trung này được gọi là radar điều khiển chiến thuật.
Hầu hết các radar hiện đại đều có khả năng theo dõi trong khi quét, cho phép chúng hoạt động đồng thời như cả radar kiểm soát hỏa lực và radar tìm kiếm.